# 哈尔韦伊帕蒂
哈尔韦伊帕蒂（Harveypatti），是印度泰米尔纳德邦Madurai县的一个城镇。总人口8135（2001年）。

## 人口
该地2001年总人口8135人，其中男性4089人，女性4046人；0—6岁人口793人，其中男427人，女366人；识字率83.27%，其中男性为87.26%，女性为79.24%。